# قائمة لاعبي أولمبيك ليون

## اللاعبون الفرنسيون
| - أحمد ميهوبي - ألان أوليو - ألان كافيليا - ألان مويزان - ألبرت إمون - ألكسندر بيس - ألكسندر هاو - ألو ديارا - أليكسيس جينيت - أنتوني برايزات - أنتوني ريفيلير - أنتوني مونير - أندريه بيران - أندريه غاي - أندريه غريلون - أندريه ليروند - أنغل رامبيرت - أنغيلو هوغيز - أوليفر بيرنارد - أوليفر رويير - أوليفير بيليسي - إرنست تشولتز - إرنيست نونغ - إريك أبيدال - إريك بيان - إريك تابوردا - إريك روي - إريك كارير - إميل أنتونيو - إنريكو ألبرتو - إيمي جاكيه - باتريس لوكو - باتريك بالداسارا - باتريك بايلوت - باتريك كارتيرون - باتريك ويردي - باسكال أولميتا - باسكال بيديمونتي - باسكال فوجير - برنار بواسييه - برونو جينيسيو - برونو نغوتي - بريان بيرغونيو - بيرنارد بويسير - بيرنارد فيرينيو - بيرنارد لاكومب - بيرنارد لهومي - بيغوي لوييندولا - بينوا بيدريتي - بيير تشافروندير - بيير سينيبالدي - بيير فلاميون - بيير لايغل - بيير-ألان فراو - توني فيريل - تيموثي كولودزيتشاك - ثاندي بولاك - جاك غريمونبون - جاك غليزينسكي - جاك فيليب - جان ألان بومسونغ | - جان بالوتش - جان بايزا - جان بول بيرناد - جان بيلفير - جان بيير أورتس - جان بيير تيسير - جان تيغانا - جان دجوركاييف - جان دوماس - جان غاليسي - جان فرانسوا جودار - جان فرانسوا دوميرغي - جان فرانسوا لاريوس - جان كريستوف ديفو - جان كلود صأمويل - جان كلود نادون - جان لوك ساسوس - جان لويس ديسفينيز - جان مارك تشانيليت - جان مارك فالادير - جان مارك فورلان - جان مارك مولين - جان ميشيل رايموند - جوان هارتوك - جورج بروست - جوزيه باسكواليتي - جوزيه برويسارت - جول سبروليا - جوليان فيالي - جويل مولر - جيراردو جيانيتا - جيريمي بريتشيت - جيريمي بيد - جيريمي بيرثود - جيريمي تولالان - جيريمي كليمينت - حاتم بن عرفة - داميان بليسيس - دانييل برافو - دانييل رافير - دانييل زويريب - دومينيك مارايس - ديفيد ليناريس - ديفيد هيليبويك - دينيس باباس - رايموند دوتو - روبرت بلان - روبرت موينيت - روبيرت فاليتي - رولاند فييرا - رومان بيني - رومان سارتر - ريموند دومينيك - ريمي ريو - ريمي غارد - ريمي فيركوتر - رينالد بيدروس - رينيه بوتشي - رينيه روكو - زافير باراو - زيرسيز لويس | - ساندي بايلوت - ستيد مالبرانك - ستيف مارليت - ستيفان بايل - ستيفان بروي - ستيفان بيراك - ستيفان روتش - سعيد ميهامها - سوفور رودريغيز - سيباستيان سكيلاتشي - سيباستيان غريمالدي - سيباستيان فاوري - سيدريك أوراس - سيدريك باردون - سيدني غوفو - سيرج بلان - سيرج كييزا - سيلفان إدانغار - سيلفان ديبلاس - سيلفان مونسورو - سيلفان ويلتورد - غاي جينيت - غاي غاريغيز - غاي هاتشي - غريغوري بيتيول - غريغوري كوبيه - غيسلاين أنسيلميني - غيل دي روكو - غيل روسيت - غيلبيرت بونفين - غيلبيرت كاري - غيوم لاكور - فابريس فيوريزي - فابيان ديبيك - فرانسوا بريسون - فرانسوا فيليكس - فرانسوا كلير - فرانسوا كونرادي - فرانسوا ليماسون - فرانك بريو - فرانك جوريتي - فرانك دوريكس - فرانك غافا - فريد بن ستيتي - فريدريك بيكيون - فريدريك ني - فريديريك باتويلارد - فريديريك رو - فريديريك ريبيرو - فريديريك زاغو - فريديريك فوريت - فلوري دي ناللو - فلوريان موريس - فلورينت بالمونت - فلورينت لافيل - فلورينت مارتي - فلورينت مالودا - فيرناند ديفلامينك - فيكاش دوراسو - فيليب فيولو | - فيليب نديورو - فيليكس لاكويستا - كاميلي نينل - كريستوف ديسبويلونز - كريستوف ديغويرفيلي - كريستوف ديلموتي - كريستوف كوكارد - كريستيان باسيلا - كريم بن زيما - كلود أرنو ريفينيت - كلود روبين - كلود هوغيز - كيفن جاكموت - كيفين بارالون - كيلي بيرفيلي - لامين جاساما - لودوفيك جيولي - لوران فورنييه - لورينت ديبروسي - لورينت ديلامونتاني - لورينت كازانوفا - لورينت كورتوا - لورينت موريستين - لورينت مونتويا - لوسيان ديغيورغس - لوسيان فارمانيان - لوسيان كوسو - لوسيمي كارابويه - لوك بوريلي - لوك ريمي - ماثيو بودمر - مارسيل أوبور - مارسيل لوبورني - مارسيل نواك - ماكسينس فلاتشيز - مانويل أموروز - مايك والتر - مايكل تشارفيت - مايكل رول - مايكل كولوريدو - مراد بن حميدة - مصدق سنوسي - ميشيل زيوولكو - ميشيل مايلارد - ميشيل هابيرا - نيكولاس بريت - نيكولاس بويديبويس - نيكولاس رابويل - هوبيرت فورنير - هوغو لوريس - هيرولد غولون - هينري زامبيلي - وارين جاكموت - يانيس تافر - يفيس تشاوفو - يفيس ماريوت - يوسف وسام - يوهان تروتشيت - يوهان تشاربينيت - يوهان غوميز |

## اللاعبون الأوروبيون
| - دوبريفوي تريفيتش - رايكو أليكسيتش - سلوبودان توبالوفيتش - ليوبومير ميهايلوفيتش - ميلوش بورساتش - ميودراغ زيفالييفيتش - باتريك مولر - جاك فاتون - جان تاميني - فرديناند بروهين | - ماركو غراسي - روبيرت كاكيوني - فابيو غروسو - فرانسيسكو ميغليوري - ماتياس تشياكيو - إريك كولد جينسين - توربين فرانك - كاي كريستيانسين - إروين كوفر - فيكتور نورينبيرغ | - أكي هيالمارسون - كيم كالستروم - توماس بفانكوتش - كورت ليندر - تياغو مينديز - ماريو كولونا - سيمو نيكوليتش - ميراليم بيانيتش - إريك أسادوريان - أوستاب ستيكيو | - إريك ديفلاندر - جاسيك باك - جورج هاركوس - جون كارو - مارك كروساس - ميشيل فالك - ميك مكارثي - ميلان باروش - يان بوبلوهار |

## لاعبون من خارج القارة الأوروبية

### اللاعبون من قارة أمريكا الجنوبية
| - إدملسون - إديرسون - إلبر جيوفاني - أندرسون - بيرز كونستانتينو | - جونينهو برنامبوكانو - سوني أنديرسون - فابيو سانتوس - فريد تشافيز - كريس | - كلاوديو كاسابا - مارسيلو دجيان - نيلمار - سيزار ديلغادو - كلاوديو جارسيا | - نيستور كومبان - هيكتور مايسون - إلدو مانيرو - روبيرتو كاباناس |

### اللاعبون من قارة أفريقيا
| - حليم بن مبروك - خالد ليموتشيا - عبد الحميد كرمالي - عبد القادر غزال - علي بوعافية - كريم ماروك - ياسين هيما - جمال عليوي | - عزيز بودربالة - علي العمري - محمد بوعزة - محمد عبد الرزاق - جان ماكون - إيوجين نجو ليا - جوزيف جوب - رومارين بيلونغ | - مارك فيفيان فويه - جون مينساه - عبيدي بيليه - مايكل إيسيان - ساماسي أبو - ستيفن إيتيان - عبد القادر كيتا - ديمبا توري | - لاميني دياتا - فريدي كانوتي - محمدو ديارا - إيوجين كابونغو - جان جاك ندومبا - جيمس ديباه - كيلي يوغا - لودوفيك أسيمواسا |